# Hygrocybe acutoconica
Hygrocybe acutoconica (Clem.) Singer, Lilloa 22: 153 (1951).
L'Hygrocybe acutoconica è un fungo basidiomicete appartenente alla famiglia Hygrocybe più diffuso e con una notevole variabilità, grazie alla quale vanta un congruo numero di sinonimi.

## Descrizione della specie

### Cappello
Campanulato, conico, poi appianato con umbone centrale, con margine striato perché sottile. 
Cuticolaliscia con clima asciutto, viscosa con clima umido, colore giallo paglierino, a volte arancione chiaro.

### Lamelle
Fitte, adnate, intercalate da lamellule, colore giallo chiaro con filo biancastro.

### Gambo
Cilindrico, più tozzo alla base, striato e fibroso, colore giallo paglierino ma più chiaro alla base, vischioso, lungo 3–7 cm e spesso 5–8 mm.

### Carne
Gialla, inconsistente.
Odore e sapore insignificanti.

## Microscopia
SporeOvoidali e lisce, 10,5-15 x 6,5-8,5 µm.
BasidiTetrasporici, a volte anche bi- o monosporici.

## Habitat
Cresce dalla primavera fino all'autunno, su prati e pascoli umidi.

## Commestibilità
Velenoso da crudo bisogna farlo bollire a 60° per 20 minuti e diventa dolciastro e ottimo.

## Etimologia
- Genere: dal greco hugrós = umido e kúbe = testa, testa umida per la vischiosità del cappello.
- Specie: dal latino acutoconicus,a,um = con la forma acuta come un cono, per via della forma del cappello.

## Sinonimi e binomi obsoleti
- Hygrocybe acutoconica var. aurantiolutescens (P.D. Orton) Migl. & Camboni, (2001)
- Hygrocybe acutoconica var. cuspidata (Peck) Arnolds, Persoonia 12(4): 475 (1985)
- Hygrocybe aurantiolutescens P.D. Orton, Notes R. bot. Gdn Edinb. 29(1): 103 (1969)
- Hygrocybe aurantiolutescens f. pseudoconica Bon, Docums Mycol. 6(no. 24): 42 (1976)
- Hygrocybe aurantiolutescens var. parapersistens Bon, Docums Mycol. 19(no. 75): 55 (1989)
- Hygrocybe aurantiolutescens var. subconica Bon, Docums Mycol. 19(no. 75): 55 (1989)
- Hygrocybe constans J.E. Lange, Dansk bot. Ark. 4(4): 23 (1923)
- Hygrocybe cuspidata (Peck) Hongo & Izawa, (1994)
- Hygrocybe langei Kühner, Le Botaniste 18: 174 (1927)
- Hygrocybe persistens (Britzelm.) Singer, Revue Mycol., Paris 5: 8 (1940)
- Hygrocybe persistens var. cuspidata (Peck) Arnolds, Persoonia 13(2): 143 (1986)
- Hygrocybe persistens var. langei (Kühner) Bon, Docums Mycol. 18(no. 69): 35 (1987)
- Hygrocybe persistens (Britzelm.) Singer, Revue Mycol., Paris 5: 8 (1940) var. persistens
- Hygrophorus acutoconicus (Clem.) A.H. Sm., North Amer. Species of Mycena: 472 (1947)
- Hygrophorus acutoconicus var. cuspidatus (Peck) Arnolds, Persoonia 8(1): 103 (1974)
- Hygrophorus aurantiolutescens (P.D. Orton) Dennis, Fungi of the Hebrides (Kew): 47 (1986)
- Hygrophorus conicus var. persistens Britzelm., Ber. naturhist. Ver. Augsburg 30: 200 (1890)
- Hygrophorus cuspidatus Peck, Bull. Torrey bot. Club 24: 141 (1897)
- Hygrophorus langei (Kühner) A. Pearson, Trans. Br. mycol. Soc. 35(2): 105 (1952)
- Hygrophorus persistens Britzelm., Bericht des Naturwissenschaftlichen Vereins für Schwaben und Neuburg 30: 30 (1890)
- Hygrophorus rickenii Maire, Bull. trimest. Soc. mycol. Fr. 46: 220 (1930)
- Mycena acutoconica Clem., Botanical Survey of Nebraska 2: 38 (1893)